# Эльзофф (Бад-Берлебург)
Эльзофф (нем. Elsoff) — поселение сельского типа в составе города Бад-Берлебург в районе Зиген-Виттгенштайн (земля Северный Рейн-Вестфалия, Германия). Населённый пункт был включён в состав Бад-Берлебурга после реформы местного самоуправления 1975 года.

## География

### Положение
Эльзофф расположен в восточной части природно-исторического региона Виттгенштайнер-Ланд, прямо на одноимённой реке Эльзофф (притоке Эдера). За рекой и близлежащими горами (например, Хайлигенберг, 544 м) проходит граница с федеральной землёй Гессен. Автобусным сообщением Эльзофф связан с центральной частью и железной дорогой Бад-Берлебурга.

### Соседние населённые пункты
- Алертсхаузен — поселение на севере, на реке Эльзофф[3]
- Беддельхаузен — поселение на юго-западе, на реке Эдер[3]
- Шварценау — поселение на западе, на реке Эдер[3]
- Хацфельд — город на юго-востоке, в земле Гессен[3]

## История
Первое поселение было основано в VIII веке, а впервые этот населённый пункт упоминается в документ 1059 года. В 1194 году Эльзоффу и деревням Алертсхаузену, Беддельхаузену и Шварценау были предоставлены права залога. Поселение сгорело в 1442 году, за исключением нескольких зданий. С начала XVI века стали происходить споры между графами Витгенштейнами и ландграфом Гессена Баттенбергом. Кульминацией этих событий стало восстание 1725 года, вошедшее в историю как «Крестьянская война Эльзоффа».
В 1918–1919 гг. испанский грипп унёс многочисленные жертвы в Эльзоффе и долине Эльзоффа. Этот регион стал одним из наиболее пострадавших районов административного округа Арнсберг.
В административном отношении Эльзофф отошёл к Бад-Берлебургу 1 января 1975 года.

### Динамика численности населения
- 1961: 862 жителя[2]
- 1970: 846 жителей[2]
- 1974: 803 жителя[7]
- 2011: 687 жителей
- 2021: 619 жителей[1]

## Исторические сооружения
Евангелическая церковь Эльзоффа определяет основной поселковый пейзаж. Мельница «Михель Эльзофф» была закрыта в 1965 году. Под охрану закона поставлены и многие другие фахверковые здания Эльзоффа, используемые под жильё и хозяйственные постройки:

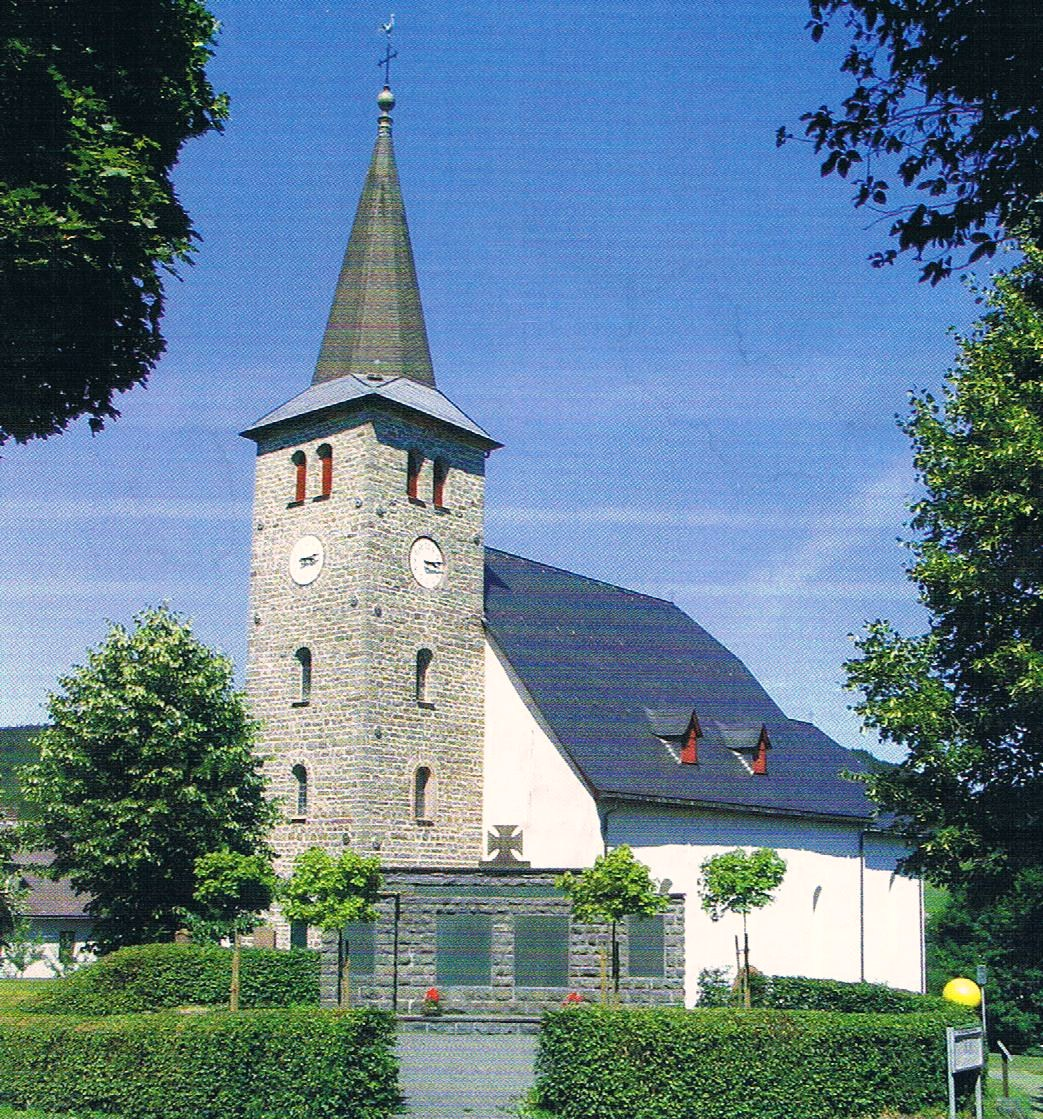
Поселковая церковь
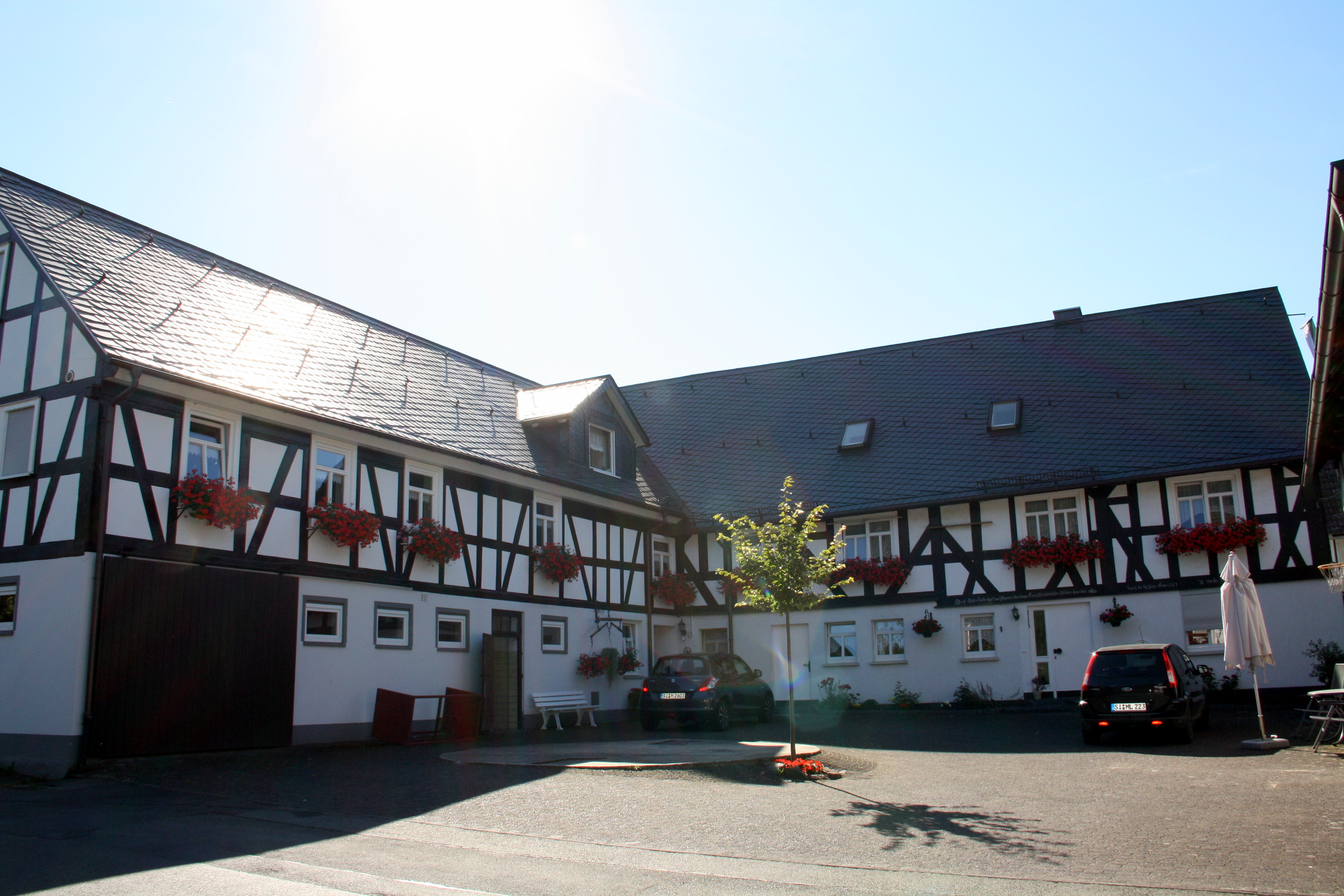
Жилой комплекс на Кирхштрассе,1
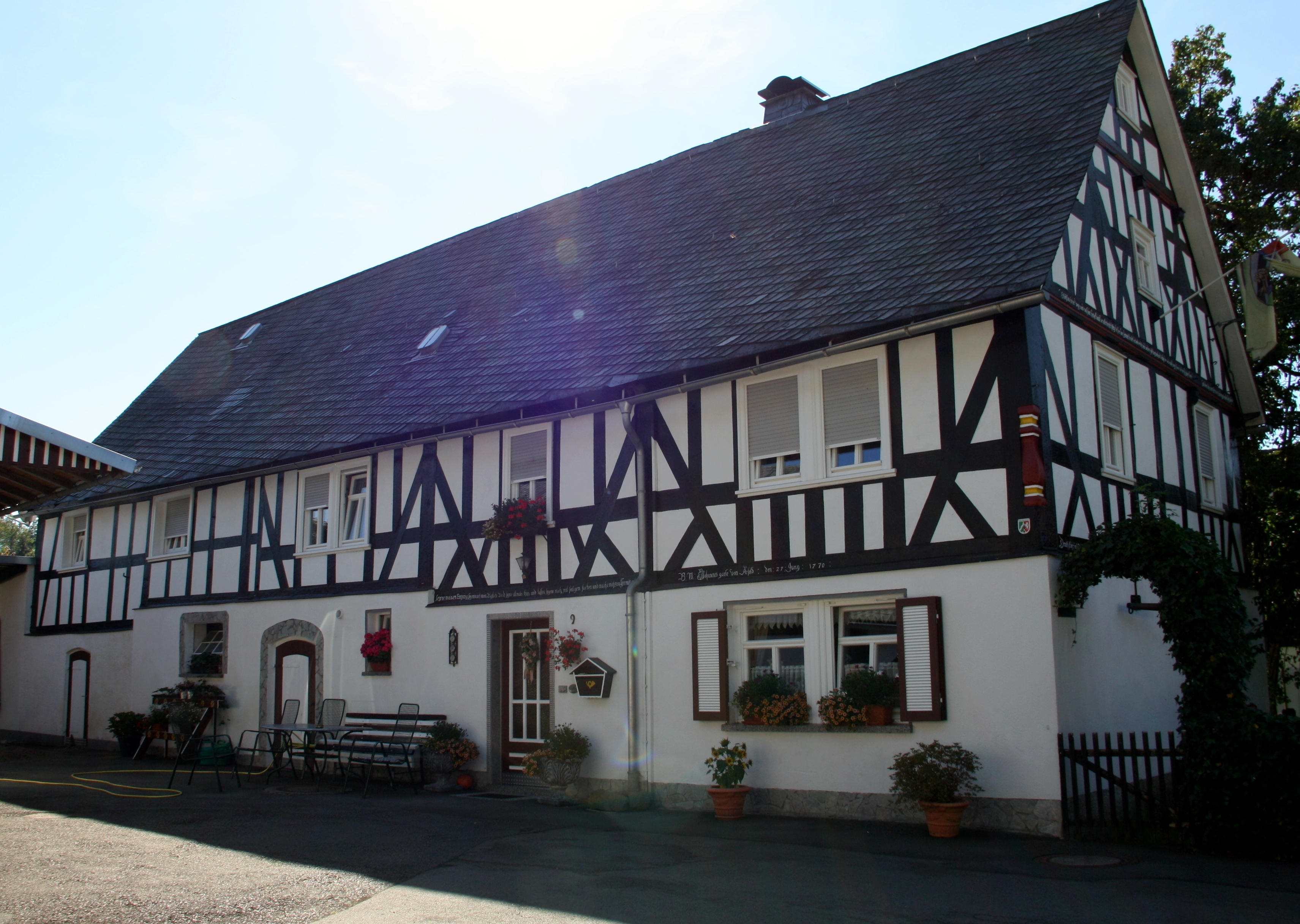
Жилое здание на Брюккенштрассе,9
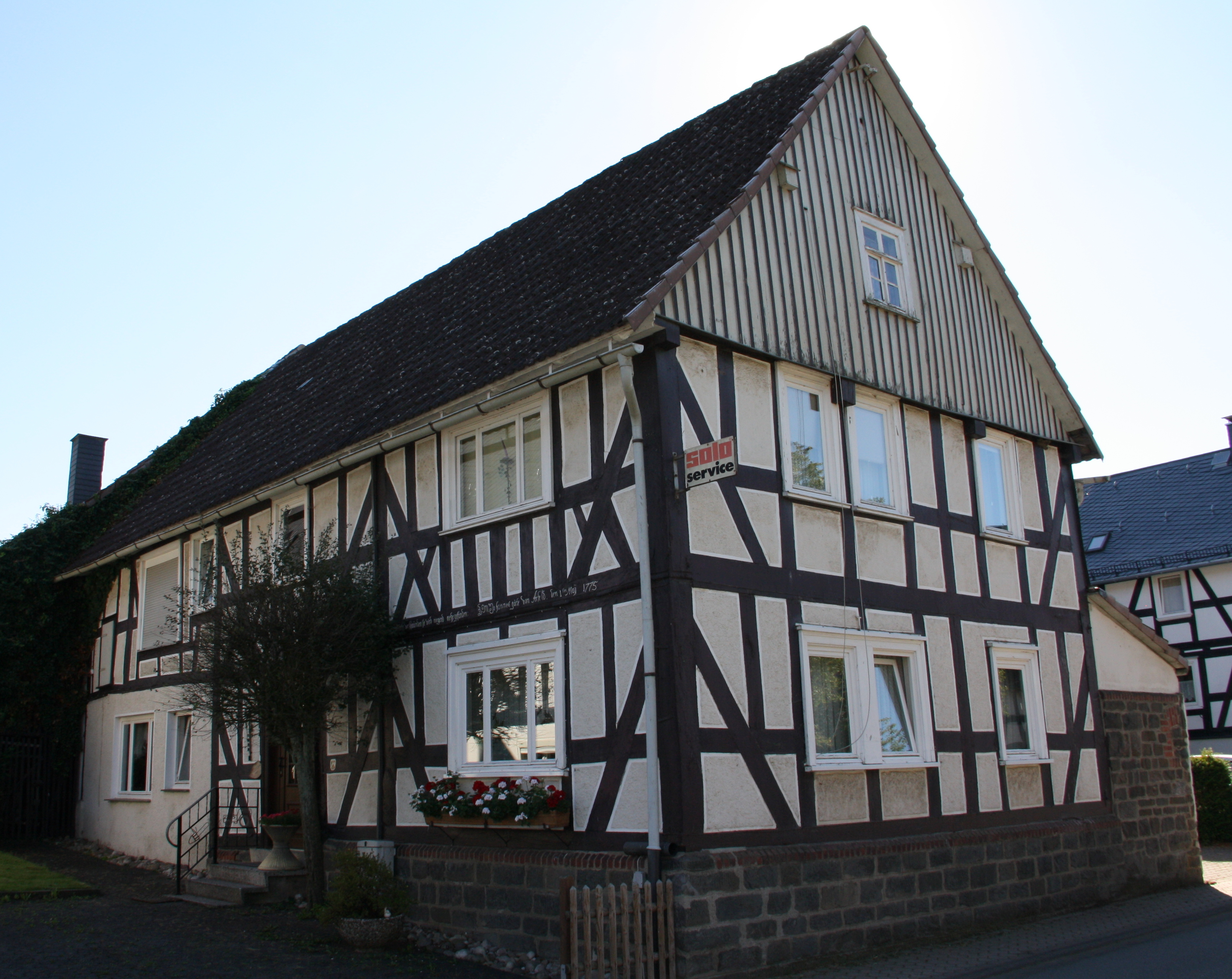
Жилое здание на Меннертальштрассе,1
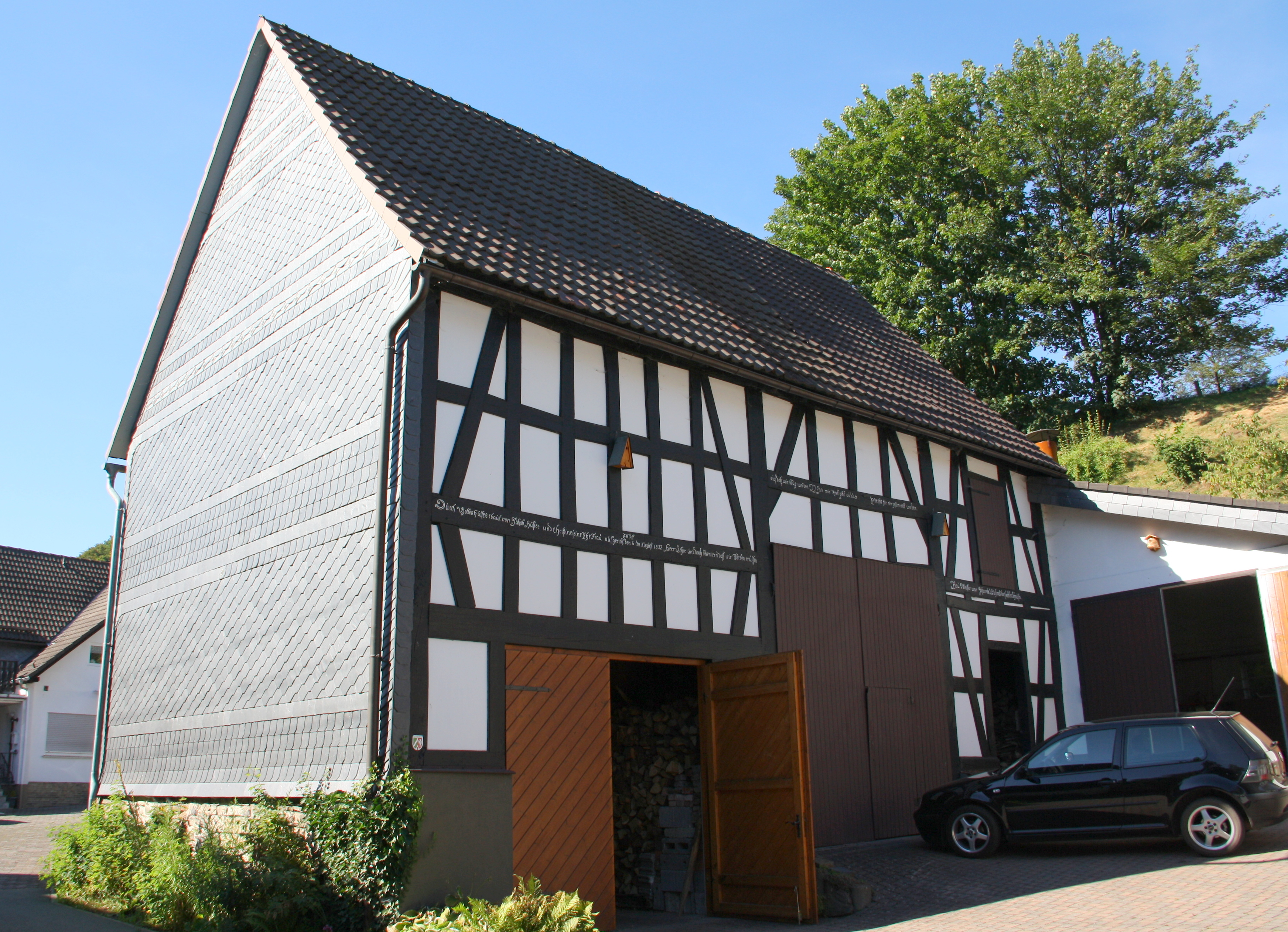
Сарай на Якобштрассе,6

## В Эльзоффе родились
- Карл Генрих Грос (1771–1858) — немецкий административный чиновник и глава арендной палаты графства Сайн-Витгенштейн-Хоэнштайн.